# Лоран, Олег Борисович
Оле́г Бори́сович Лоран (род. 24 июля 1943 года, Москва, СССР) — советский и российский уролог, член-корреспондент РАМН (2004), академик РАН (2016).

## Биография
Родился 24 июля 1943 года в Москве в семье русских интеллигентов.
В 1966 году — окончил 1-й Московский медицинский институт.
После окончания института с 1966 по 1969 год работал врачом-хирургом в Салдинской городской больнице (город Верхняя Салда Свердловской области), где специализировался на плановой и неотложной хирургии и урологии.
С 1969 по 1972 годы — врач-ординатор урогинекологического отделения больницы имени С. П. Боткина.
Под руководством Дмитрия Вавиловича Кана сформировался как высококвалифицированный специалист и ученый, защитив в 1973 году кандидатскую, а в 1990 году — докторскую диссертации.
Работая на кафедре урологии Московского медицинского стоматологического института (сейчас это — Московский государственный медико-стоматологический университет) прошел путь от ассистента до заведующего кафедрой урологии с курсами урогинекологии и андрологии.
В октябре 2001 года — избран заведующим кафедрой урологии Российской медицинской академии последипломного образования. Вернулся в Боткинскую больницу — базу кафедры урологии, где 30 лет тому назад сформировался как врач-уролог.
В 2004 году — избран членом-корреспондентом РАМН.
В 2014 году — стал членом-корреспондентом РАН (в рамках присоединения РАМН и РАСХН к РАН).
В 2016 году — избран академиком РАН (Отделение медицинских наук РАН).

## Научная деятельность
Основным направлением научно-практической деятельности — проблемы реконструктивно-пластической урологии, андрологии и урогинекологии.
Разработал и внедрил в практику уникальные операции по восстановлению мочеиспускательного канала, лечению сложных и рецидивных форм недержания мочи, последствий повреждений мочеточников и мочевого пузыря у женщин; экспериментально обосновал и применил в клинике операции по формированию искусственного мочевого пузыря из изолированных сегментов кишечника после цистэктомии по поводу рака мочевого пузыря, сморщенного мочевого пузыря и интерстициального цистита.
Одним из первых в стране начал выполнять радикальные простатэктомии, имплантировать отечественный искусственный сфинктер мочевого пузыря, в разработке которого принимал непосредственное участие. По его руководством в урологической клинике разработаны оригинальные методы фаллопластики и тотальной уретропластики с использованием васкуляризированных кожных лоскутов, фаллопротезирования, восстановления проходимости семявыносящих путей при бесплодии у мужчин и пр.
Автор более 450 научных работ, из которых более 80 опубликованы за рубежом, а также 17 монографий, включая следующие:
- «Посттравматическая деструкция мочеиспускательного канала у женщин» (М., 1995);
- «Лечение расстройств мочеиспускания у больных доброкачественной гиперплазией простаты альфа-адреноблокаторами» (М., 1998);
- «Простат-специфический антиген и морфологическая характеристика рака предстательной железы» (М., 1999);
- «Климактерические расстройства у мужчин» (М., 1999);
- «Урофлоуметрия» (М., 2004);
- «Троакарный синтетический слинг» (Владивосток, 2007);
- «Диагностика и лечение стрессовой и смешанной форм недержания мочи у женщин» (Владивосток, 2012);
- главы в национальных руководствах «Урология» (2009) и «Онкоурология» (2012).

Автор 17 патентов.
Под его руководством защищены 15 докторских и 46 кандидатских диссертаций.
Член Президиума Российского общества урологов (1978), действительный член Европейской и Международной ассоциаций урологов (1992), член редколлегий журналов «Урология», «Анналы хирургии» и «Креативная хирургия и онкология».

## Награды
- Заслуженный деятель науки Российской Федерации (2004)[2]
- Орден Дружбы (2010)
- Орден Пирогова (2024)[3]